# Anopheles cinctus
Anopheles cinctus är en tvåvingeart som först beskrevs av Robert Newstead och Carter 1910.  Anopheles cinctus ingår i släktet Anopheles och familjen stickmyggor. Inga underarter finns listade i Catalogue of Life.